# Eleições presidenciais no Tajiquistão em 1994
Eleições presidenciais foram realizadas em 6 de novembro de 1994. Emomali Rahmon, presidente de fato desde 1992, concorreu ao cargo com o apoio (embora sem nomeação formal) do Partido Comunista do Tajiquistão e ganhou 59,5% dos votos. A participação eleitoral foi de 95,0%.

## Contexto
As eleições ocorreram em meio à guerra civil, embora uma rodada de negociações em Teerã em setembro de 1994 previa um cessar-fogo formal, previsto para terminar em 5 de novembro. A data inicial prevista para as eleições era 25 de setembro, mas no início de setembro apenas Rahmon foi registrado. Os governos russo e uzbeque pressionaram Rahmon, resultando no adiamento da eleição para 6 de novembro e na prorrogação do prazo de nomeação até 27 de outubro.

## Campanha
Embora o segundo candidato registrado, Abdumalik Abdullajanov, não fosse uma figura chamariz, as principais forças de oposição não tinham sido autorizadas a formar partidos políticos e foram efetivamente excluídas da atividade política antes das eleições. Como resultado, a oposição boicotou as eleições, dizendo que uma disputa justa era impossível com Rahmon no poder.

## Resultados
| Candidato                            | Partido                              | Votos     | %     |
| ------------------------------------ | ------------------------------------ | --------- | ----- |
| Emomali Rahmon                       | Independente                         | 1,434,437 | 59.54 |
| Abdumalik Abdullajanov               | Independente                         | 835,861   | 34.69 |
| Contra todos                         | Contra todos                         | 139,032   | 5,77  |
| Votos inválidos/em branco            | Votos inválidos/em branco            |           | –     |
| Total de Votos                       | Total de Votos                       | 2,409,330 | 100   |
| Eleitores registrados/comparecimento | Eleitores registrados/comparecimento |           | 95.0  |